# وگون (گمینا دوبیچه تسرکیونه)
وگون (به لاتین: Wygon) یک روستا در لهستان است که در گمینا دوبیچه تسرکیونه واقع شده‌است.